# خدج سینگ والدیا
خدج سینگ والدیا (انگلیسی: Khadg Singh Valdiya؛ 20 march 1937 – ۲۹ سپتامبر ۲۰۲۰) زمین‌شناس اهل هند بود.
وی همچنین برندهٔ جوایزی همچون برنامه فولبرایت شده‌است.